# Дзвигала, Адам
Адам Дзвигала (пол. Adam Dźwigała; род. 25 сентября 1995, Варшава) — польский футболист, защитник немецкого клуба «Санкт-Паули».

## Клубная карьера
Дзвигала — воспитанник клубов «Весола», «Мазур Карчев», ЛКС и «Ягеллония». 29 сентября 2012 года в матче против «Погонь Щецин» Адам дебютировал в составе последних. 3 марта 2013 года в поединке против «Гурник Забже» он дебютировал в польском Экстраклассе. 
Перед началом сезона 2014/15, Дзвигала перешёл в «Лехию» из Гданьска. 31 августа 2014 года в матче против «Рух Хожув» он дебютировал за новый клуб. В августе 2015 года перешёл на правах аренды в «Гурник Забже». 13 сентября в поединке против «Рух Хожув» Дзвигала дебютировал за «горняков».  
В августе 2016 года на правах аренды стал игроком «Гурник Ленчна». 10 сентября в матче против «Пяста» он дебютировал за новый клуб. 16 мая 2017 года в поединке против «Краковии» отметился первым голом. Летом, Адам стал игроком «Висла (Плоцк)». 30 июля в матче против «Арка» защитник отметился дебютным матчем.      
В июле 2019 года стал игроком португальского клуба «Авеш». 11 августа в матче против «Боавишты» Дзвигала дебютировал в португальской Примейре. В 2020 году покинул клуб после его фактического расформирования из-за финансовых проблем.       
В декабре 2020 года на правах свободного агента стал игроком немецкого клуба «Санкт-Паули». 3 января в матче против «Гройтер Фюрт» Адам дебютировал за «пиратов». 28 ноября 2021 года в поединке против «Нюрнберга» он забил первый гол.       